# Hohwald (Waldgebiet)

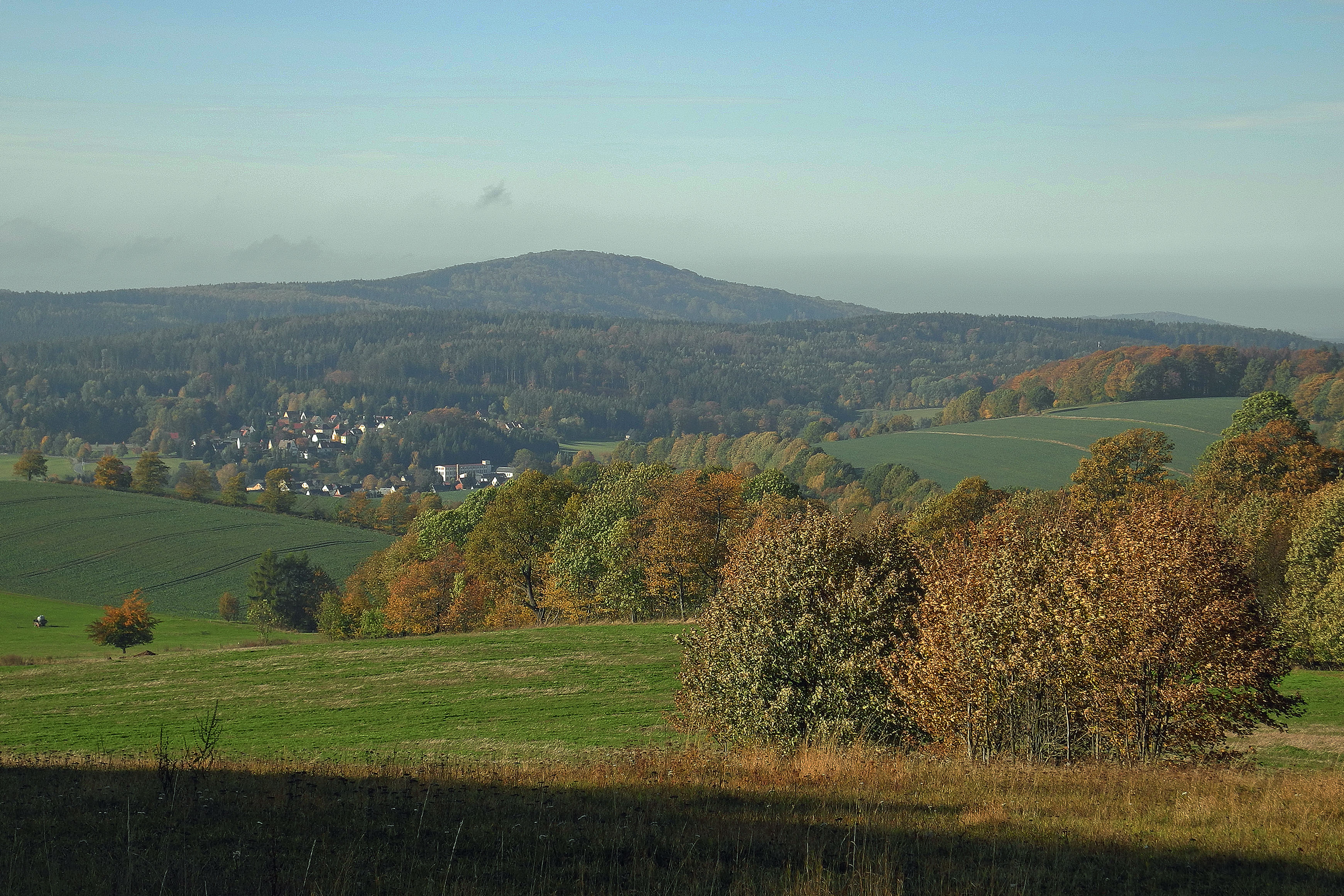
Blick von der Weifaer Höhe zum Valtenberg, dem höchsten Berg im Hohwald

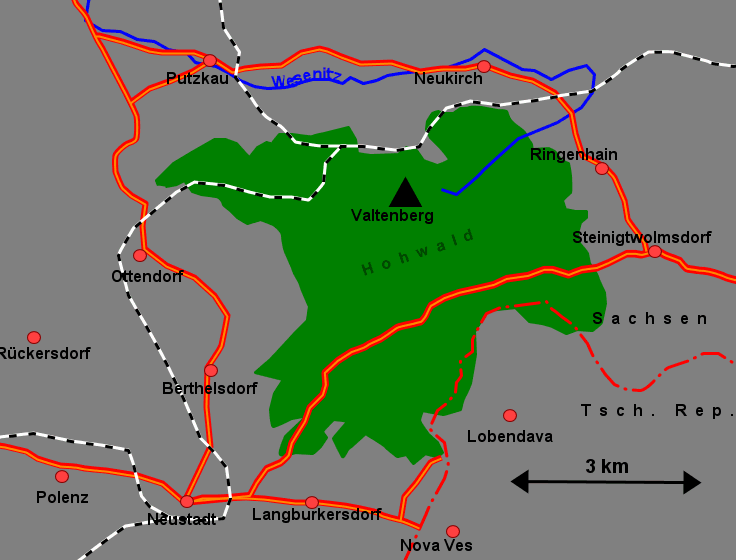
Karte des Hohwaldes und seiner Umgebung

Der Hohwald ist ein ca. 30 km² großes zusammenhängendes Waldgebiet an der Grenze zwischen der Sächsischen Schweiz und der Oberlausitz. Naturräumlich wird das Gebiet dem Oberlausitzer Bergland zugeordnet. Der Hohwald ist das größte zusammenhängende Waldgebiet der montanen Stufe in Ostsachsen. Der Name geht auf die Höhenlage des Gebietes zurück und hat nichts mit der gleichnamigen Bewirtschaftungsform zu tun.

## Lage und Abgrenzung
Das Waldgebiet liegt zwischen Putzkau und Neukirch im Norden, Steinigtwolmsdorf und der tschechischen Grenze im Osten, Neustadt und den Dörfern, die bis 31. Juli 2007 in der Gemeinde Hohwald zusammengeschlossen waren und seitdem zu Neustadt gehören, im Westen sowie der tschechischen Dörfer Severní (Hilgersdorf) und Lobendava (Lobendau) im Süden.

## Naturraum

### Geologie
Der Hohwald ist als westlicher Teil des Lausitzer Berglandes Teil eines sehr großen Intrusivkomplexes in Mitteleuropa, der im Neoproterozoikum während der Cadomischen Orogenese gebildet wurde. Dieser ist mit den kristallinen Massiven des benachbarten Iser- und Riesengebirges verbunden.
Vorherrschend ist ein Biotit-Granodiorit, der hauptsächlich aus Feldspat, Quarz und Biotit besteht. Umgangssprachlich wird dieses Gestein als Lausitzer Granit bezeichnet. Er ist im Hohwaldgebiet etwa 540 Millionen Jahre alt.
Im gesamten Hohwaldgebiet wird der Lausitzer Granit von verschiedenen Basitgängen (Diabase, Basalte) sowie von Andesitgängen durchzogen. Diese Gesteine waren und sind aufgrund ihrer Eigenschaften als Werksteine und Straßenbaumaterial begehrt und werden in mehreren Steinbrüchen gewonnen.

### Geomorphologie
Der Hohwald bildet einen Teil der Bergketten des Lausitzer Berglandes. Er erreicht am Valtenberg, der zugleich der höchste Berg des Lausitzer Berglandes ist, eine Höhe von 587 Meter. Der zweithöchste Berg ist der Hohe Hahn mit 528 Metern. Das übrige Gebiet weist Höhenlagen zwischen 400 und 500 Metern auf.
Der Hohwald ist durch eine ausgesprochene Blockbedeckung geprägt. Nur südöstlich des Valtenberges existiert eine von der Wesenitz durchflossene breitwannige Talaue, die aufgrund des feuchten Klimas jedoch anmoorig ist.

### Klima
Der Hohwald bildet die Westflanke des Lausitzer Berglandes. Aufgrund der vorherrschenden Westströmungen weist das Gebiet trotz der vergleichsweise geringen Höhenlage von etwa 400 bis knapp 600 Metern ein montan geprägtes Klima auf.
Die Jahresniederschläge erreichen durch Luftmassenstau bei Westwindlage etwa 950 mm/a. Charakteristisch ist eine hohe Wolkenhäufigkeit, ein hoher Anteil an Winterniederschlägen sowie Stark- und Dauerregen. Die Jahresdurchschnittstemperaturen erreichen Werte zwischen 6 und 7 °C.

### Flora und Fauna
Die Potenzielle natürliche Vegetation des Hohwaldes entspricht der Vegetation der Bergmischwälder des Lausitzer Berglandes. Ohne den menschlichen Einfluss wären mit Ahornen, Eschen und Linden durchsetzte Buchenmischwälder prägend. Aus dem Jahr 1591 wird berichtet: „Der Hoewaldt hat Buchen, Tannen und Lindenholz (…).“
Die Zusammensetzung änderte sich ab dem 18. Jahrhundert mit der zunehmenden Holzentnahme und der darauf folgenden Aufforstung. Ab 1712 wurden durch den Putzkauer Rittergutsbesitzer Georg Ludwig von Haxthausen 11.400 Schragen Holz (etwa 90.000 m³) im Hohwald geschlagen und in den folgenden Jahren über Polenz und Elbe nach Dresden geflöst. Zur damaligen Zeit benötigte Kurfürst August der Starke große Mengen Holz zum Ausbau der Residenzstadt Dresden. Neben dem gewerblichen Holzeinschlag begünstigten Waldschäden durch Sturm, Schneebruch und Eis sowie der Schädlingsbefall (z. B. Nonnenfraß) die Aufforstung mit schnell wachsenden Arten, insbesondere mit Fichten. In den 1950er Jahren waren 78 % der Bäume im Hohwald Fichten, 12 % waren Kiefern und nur noch 10 % entsprachen den potenziell natürlichen Laubhölzern. Das 513 Hektar große und fast vollständig bewaldete FFH-Gebiet „Hohwald und Valtenberg“ verfügt über 332 Hektar Fichtenrein- und -mischbestände (65 %) und 174 Hektar naturnahe Rein- und Mischbestände (34 %). Die Verfichtung führte auch zu einer Verarmung der Bodenflora.
Die anmoorige Talwanne südöstlich des Valtenberges umfasste ein ehemals knapp 9 Hektar großes flachgründiges Torflager, dass jedoch zwischen 1842 und 1888 zur Brennstoffgewinnung fast vollständig abgebaut wurde. Auch hier erfolgte nach dem Abbau die Aufforstung mit Fichtenbeständen.
Faunistisch ist der Hohwald als Lebensraum für die Bechsteinfledermaus, das Große Mausohr und die Mopsfledermaus bedeutsam. 2012 wurde zudem der Nachweis erbracht, dass sich im Hohwald auch eine Wolfsfamilie gegründet hat.

### Naturschutz
Teile des Hohwaldgebietes wurden 1961 als Naturschutzgebiet (NSG) „Im Hohwald“ unter Schutz gestellt. Allerdings führte der fortschreitende Steinbruchbetrieb bereits 1966 wieder zur Löschung dieses Schutzgebietes. Als Ersatzmaßnahme wurden ab 1979 mehrere Flächennaturdenkmale (FND) ausgewiesen:
- FND „Eschen-Ahorn-Wald“ (1979) am Valtenberg mit einem naturnahen Waldbestand (2,5 Hektar)
- FND „Erlenbruch am Nordfuß des Valtenberges“ (1986) (2,6 Hektar)
- FND „Torfhütte“ (1989) im Bereich der Torfwiesen südöstlich des Valtenberges (8,9 Hektar)
- FND „Moosborn“ (1989) am Westhang des Angstberges mit einem blockbedeckten Buchenbestand (0,2 Hektar)
- FND „Angstberg“ (1989) im Bereich eines Granodiorit-Blockschuttmeeres mit Rotbuchen und Fichten (7 Hektar)
- FND „Nestelberg“ (1989) mit einem montanen Hainsimsen-Buchenwald (1,4 Hektar)
- FND „Altbuchen am Kleinen und Großen H-Weg“ (1989) mit Altbeständen von Rotbuchen (2,4 Hektar)
- FND „Bei der Lohe“ (1989) mit einer naturnahen Waldbestockung um einen Quellbereich (3,6 Hektar)
- FDN „Quarkquetsche“ (1989) mit 2 übereinander getürmten Felsblöcken (0,4 Hektar)
- FND „Quellgebiet Schwarzes Floß“ (1990) mit alter Fichtenbestockung (4,5 Hektar)
- FND „Granitaufschluß im Lohetalbruch bei Berthelsdorf“ (1990) mit aufgeschlossenen Gesteinen des Granodiorits (1,4 Hektar)
- FND „Plenterwald am Heimichbach“ (2017) mit einem naturnahen Kiefern-Fichten-Bestand auf Granit-Braunerden (2,1 Hektar)

Das gesamte Hohwaldgebiet war zudem Bestandteil des 1963 festgesetzten Landschaftsschutzgebietes „Lausitzer Bergland“. Das Waldgebiet gehört heute zum 1999 festgesetzten Landschaftsschutzgebietes d13 „Oberlausitzer Bergland“.
Seit 2007 ist der Kernbereich des Hohwalds mit einer Fläche von 513 Hektar als FFH-Gebiet „Hohwald und Valtenberg“ geschützt.

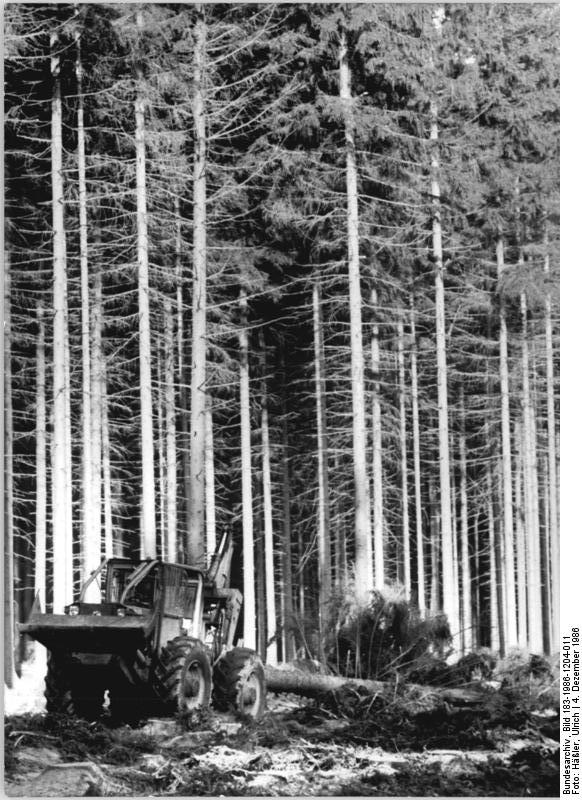
Holzwirtschaft (Holzrücken) am Valtenberg in den 1980er Jahren
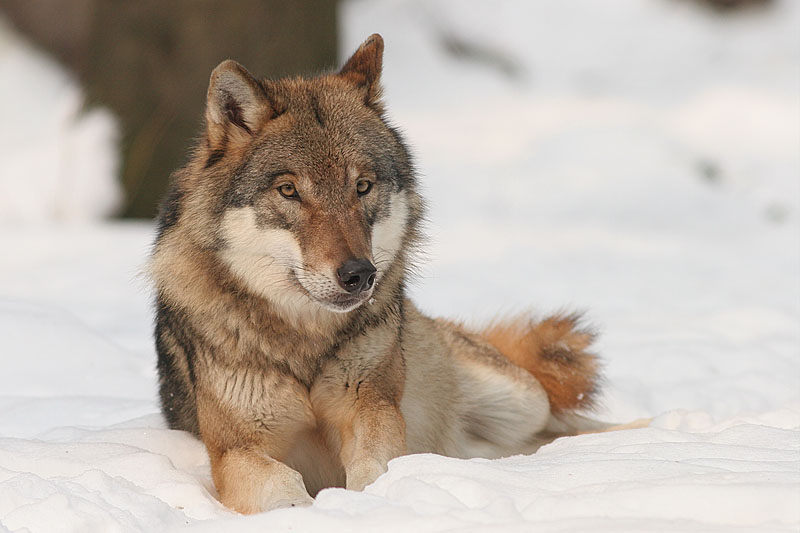
2012 hat sich im Hohwald auch ein Wolfsrudel angesiedelt
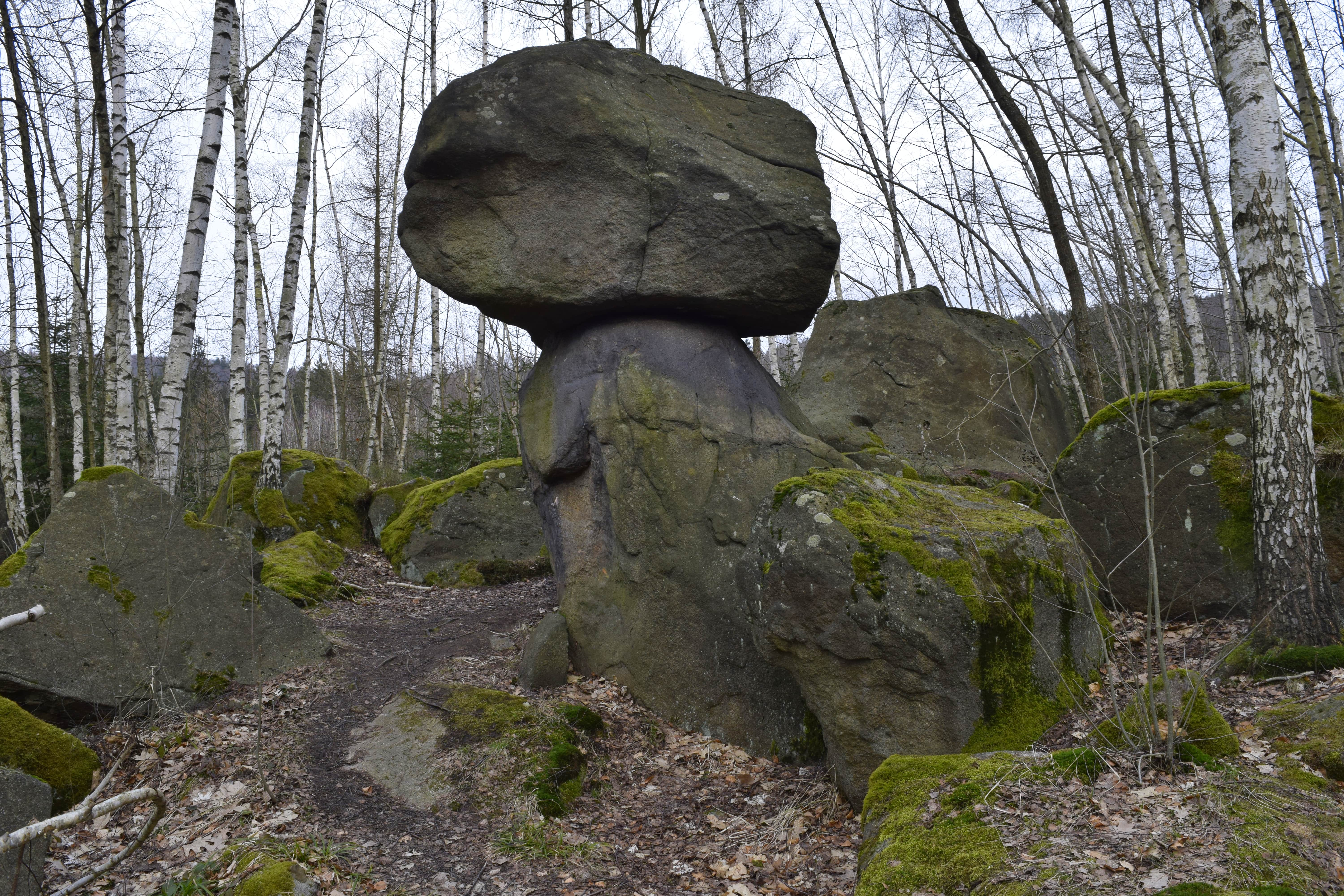
Flächennaturdenkmal „Quarkquetsche“
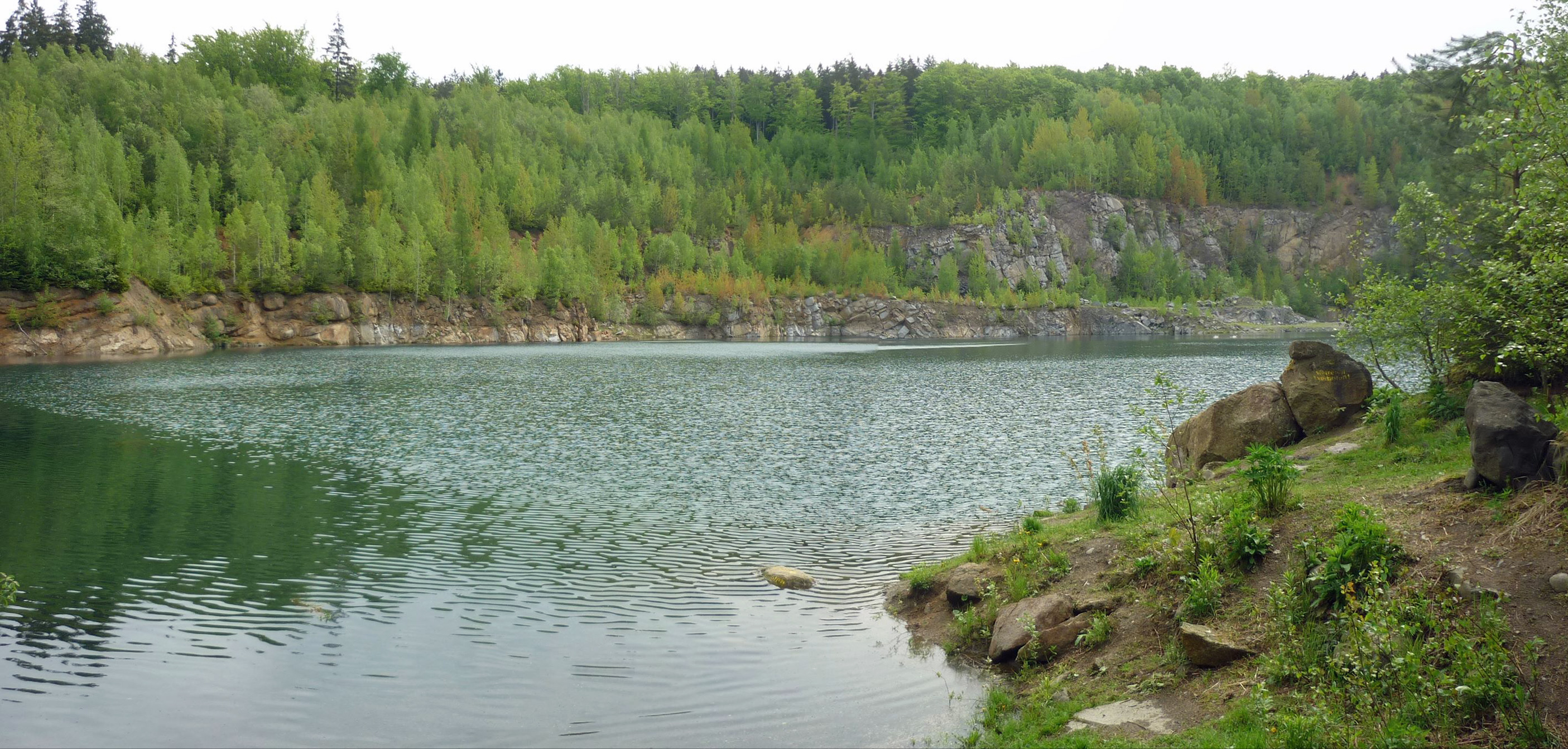
Aufgelassener Steinbruch „Valtengrund“

## Geschichte

### Erste Erwähnungen und Namensformen
Die Landmarke des Valtenberges (Isenberch)  wurde bereits in die 1241 unterzeichnete Oberlausitzer Grenzurkunde aufgenommen, welche die Grenzen zwischen der zum Königreich Böhmen gehörenden Oberlausitz und den Besitzungen des Bischofs von Meißen definierte.
Die ersten urkundlichen Erwähnungen des Hohwaldes selbst stammen aus dem 15. Jahrhundert. 1445 bezieht das Amt Hohnstein Zinsen (darunter 4 Eichhörnchen) von dem „Hoenwalde“. 1451 wird das Gebiet als „Hoenwalt ober der Nauestat“ (gemeint ist hier Neustadt) bezeichnet. Anfang des 18. Jahrhunderts (1729) wurde das Gebiet wie folgt beschrieben: „Der Hochwald, der über Neustadt gegen Morgen und Mitternacht lieget. Er ist ziemlich groß (…) beynahe eine starcke Meil wegs, und so groß ist auch die Breite.“ Weitere überlieferte Namensformen sind „Hoewalt“ (1446), „hohen walde“ (1543), „Hohenwaldt“ (1547) und „Hoewaldt“ (1591). Seit Anfang des 19. Jahrhunderts ist die heutige Bezeichnung „Hohwald“ (1817) geläufig.

### Besiedlung und verkehrliche Erschließung
Die naturräumlichen Gegebenheiten, insbesondere das vergleichsweise raue Klima mit hohen Niederschlägen und die ausgedehnte Blockbedeckung, verhinderten bis zur heutigen Zeit die großräumige Nutzbarmachung des Hohwaldgebietes für Ansiedlungen und landwirtschaftliche Nutzungen. Auch der mindestens seit dem 15. Jahrhundert im Hohwald umgehende Bergbau erwies sich als so unergiebig, dass er nicht siedlungsbildend wirkte. So entstanden nur an einzelnen randlichen Stellen des Waldgebietes kleine Räumichte (d. h. gerodete Flächen) zur Grünlandnutzung.
Erst ab dem 18. Jahrhundert entstanden im Zusammenhang mit der aufkommenden Forstwirtschaft, der Steinbrecherei, dem Torfabbau, dem Tourismus und dem Kurwesen einzelne Gebäude weit abseits der umliegenden Siedlungen. Am Westrand des Hohwaldes wurde 1712 vom Putzkauer Rittergutsbesitzer Georg Ludwig von Haxthausen das Forsthaus Klunker als Unterkunftshaus für Holzfäller, Fuhrleute und Flößer erbaut. Das später als Gasthaus und Ferienlager genutzte Haus steht mittlerweile leer. Im Zuge des Ausbaus der Hohwaldstraße entstand um 1830 die in knapp 500 Meter Höhe gelegene Hohwaldschänke. Ab 1857 bestand auf dem Gipfel des Valtenberges ein Aussichtsturm samt Gastwirtschaft. Zwischen 1902 und 1905 entstand dann die Hohwaldklinik unmittelbar an der tschechischen Grenze.
Als Grenzgebiet zwischen den Sorbengauen Milsca und Nisan bzw. später zwischen Kursachsen und Böhmen war der Hohwald schon frühzeitig von verschiedenen Wegen durchzogen:
- Südlich des Hohwaldes verlief von Neustadt nach Lobendava ein Weg, der Teil einer Salzstraße war, die Mitteldeutschland mit Böhmen verband.
- Der Flügel F und der Gießhübelweg markieren eine alte von Neustadt über Neukirch und weiter nach Bautzen führende Wegeführung, die bereits auf den Karten von Matthias Oeder vermerkt sind.
- In Nord-Süd-Richtung führte der Naßweg von Bischofswerda ins böhmische Hainspach (Lipová u Šluknova).
- Wichtigste Straße ist heute die Hohwaldstraße, die das Waldgebiet südlich des Valtenberges auf einer Länge von knapp 8 Kilometern durchzieht. Bereits auf den Oederschen Karten des frühen 17. Jahrhunderts ist ein „steinichtwolmsdorfer Weg“ als Verbindung von Neustadt ins böhmische Schluckenau (Šluknov) verzeichnet. Allerdings hatte dieser Weg einen anderen Verlauf, als die Anfang des 19. Jahrhunderts ausgebaute Straße. Die Hohwaldstraße verbindet heute als Staatsstraße 154 Neustadt mit Steinigtwolmsdorf und stellt eine wichtige regionale Verbindung zwischen der rechtselbischen Sächsischen Schweiz und der südlichen Oberlausitz dar.

Der nördliche Teil des Hohwaldes wird von der Bahnstrecke Bautzen–Bad Schandau tangiert bzw. durchschnitten. Die Strecke wurde im Abschnitt von Bautzen nach Neustadt 1877 eröffnet. Seit dem 12. Dezember 2004 ist der durchgehende Reisezugverkehr zwischen Bautzen und Neustadt eingestellt. Jedoch bedienen Güterzüge der ITL bedarfsweise den Gleisanschluss am Steinbruch Oberottendorf.

### Hohwaldklinik
Südöstlich der Hohwaldstraße befindet sich die direkt an der tschechischen Grenze liegende Hohwaldklinik. Die Klinik wurde von 1902 bis 1905 für die Landesversicherungsanstalt Sachsen (LVA Sachsen) mit 270 Betten als Lungenheilstätte erbaut. Bei der Standortwahl wurde auf eine windgeschützte und nach Süden offene Lage geachtet. Die Gebäude wurden in zeittypischer Reformarchitektur errichtet und stellten ein beliebtes Ansichtskartenmotiv dar. Die Baukosten beliefen sich auf etwa 2,5 Millionen Mark. Die Heilstätte wurde als selbständiger Gutsbezirk geführt. Zum Zeitpunkt der Inbetriebnahme war die Heilstätte die größte Männerheilstätte in Deutschland. Behandelt wurden insbesondere an Tuberkulose erkrankte Menschen.
1925 erwarb die LVA Sachsen auch das Schloss Langburkersdorf und nutzte es als Altersheim. Das zum Schloss gehörige Rittergut versorgte die Klinik mit landwirtschaftlichen Produkten. Zwischen 1947 und 1966 wurde Schloss Langburkersdorf zur Abwicklung von Nachkuren genutzt. Anfang der 1930er Jahre erfolgten Renovierungsarbeiten an der Klinik, bei denen die Bettenzahl auf 220 reduziert wurde. In den 1970er Jahren wurde die Klinik zu einer Fachklinik für Orthopädie und Rehabilitation umstrukturiert.
Seit 1998 gehört die Klinik zur Asklepios-Kliniken-Gruppe. Die Klinik verfügt über 105 Betten, 2011 wurden knapp 3.400 Patienten behandelt. Mit über 240 Mitarbeitern gehörte die Hohwaldklinik 2012 zu den größten Arbeitgebern in Neustadt.

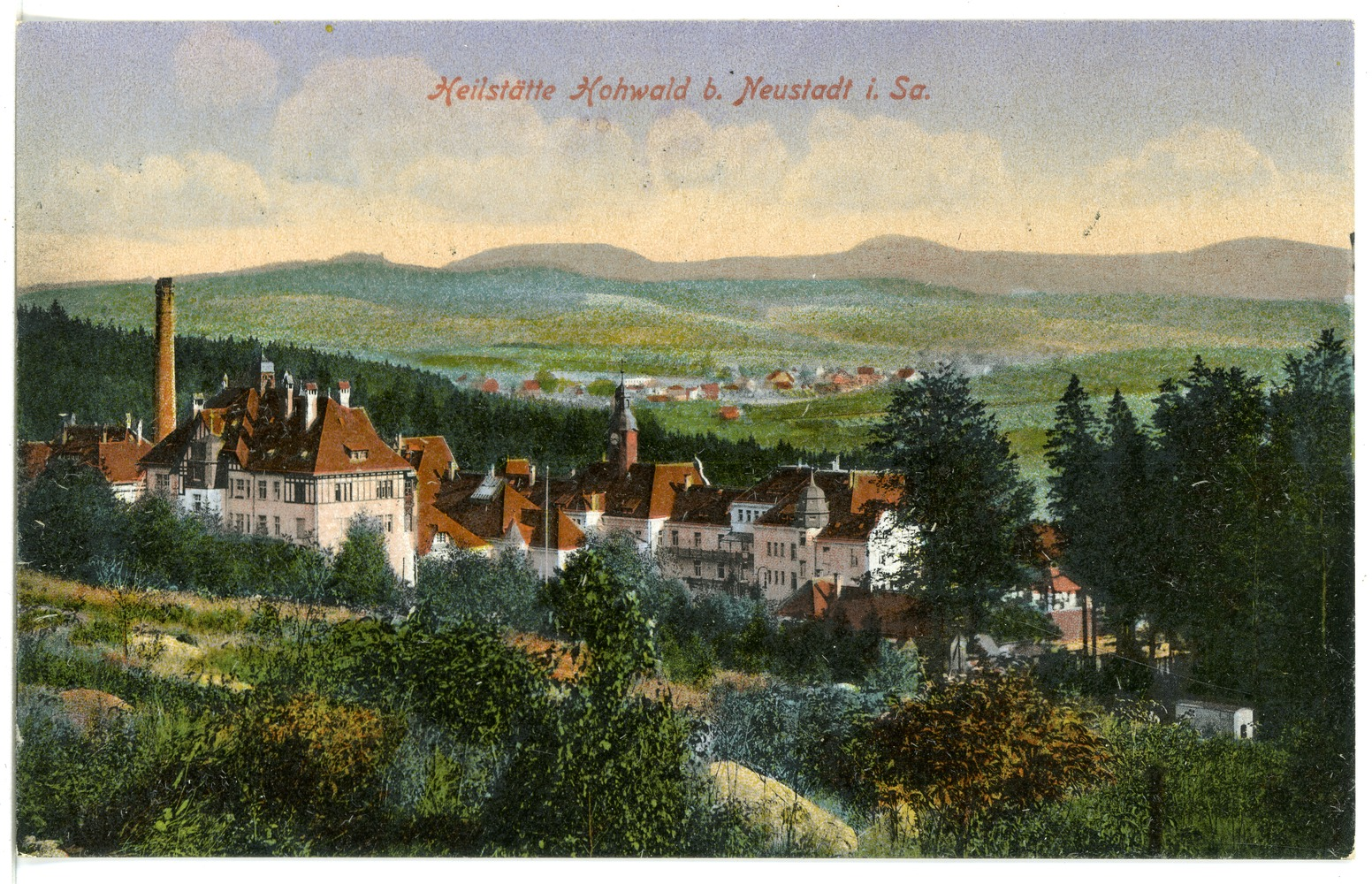
Historische Ansichtskarte der Heilstätte Hohwald mit den Bergen des Lausitzer Gebirges im Hintergrund (um 1913)
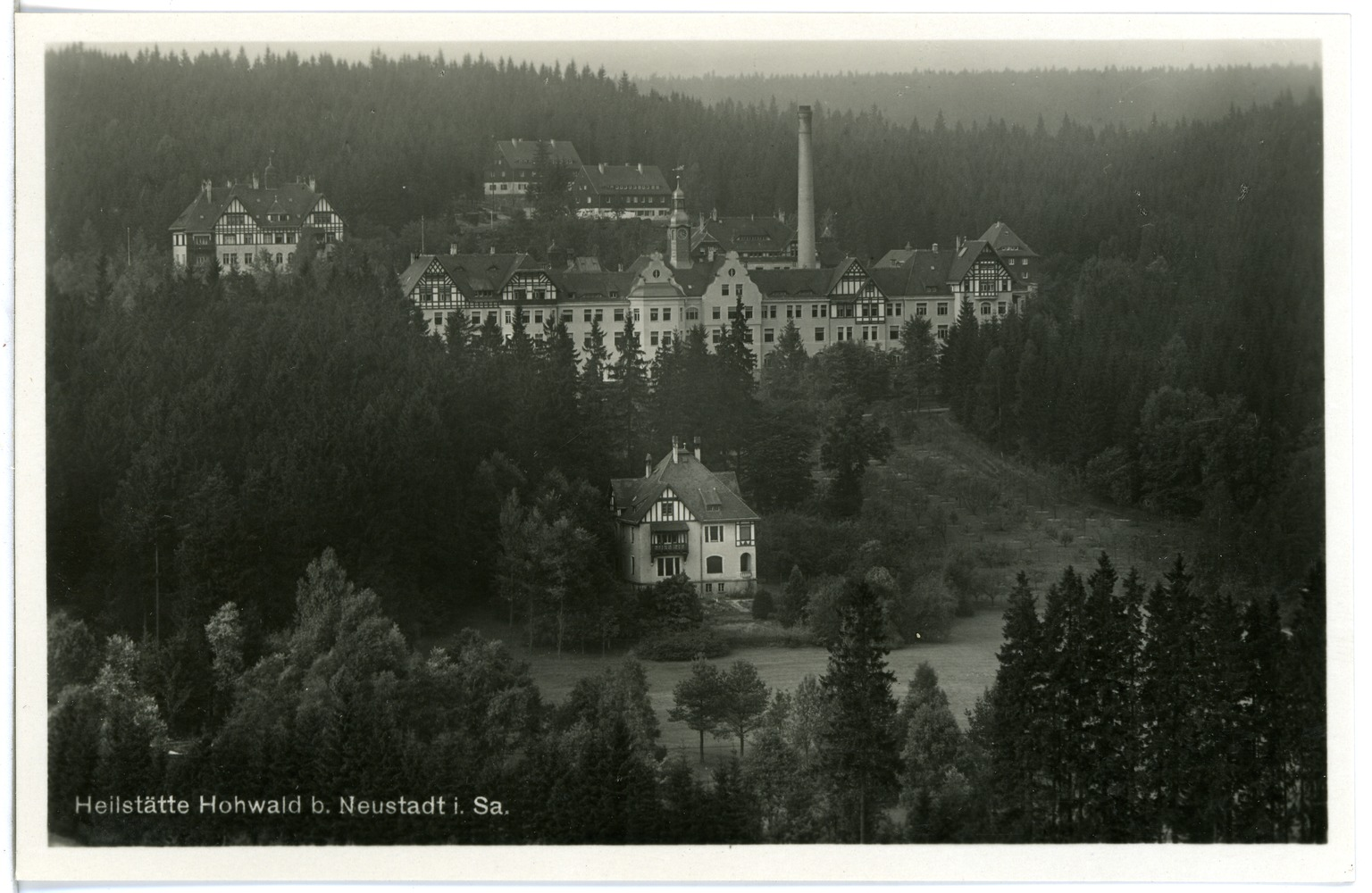
Historische Ansichtskarte der Heilstätte Hohwald (um 1929)
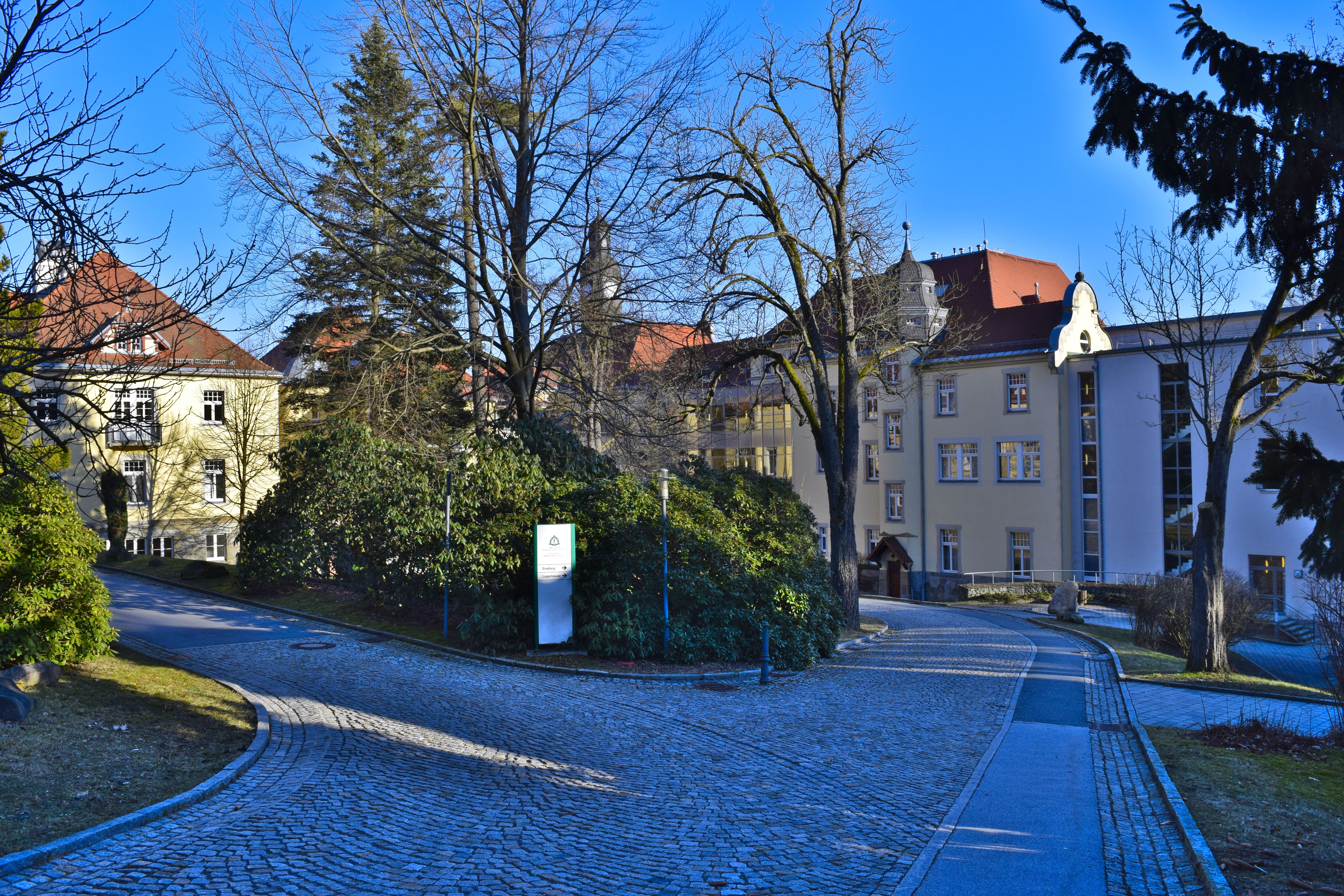
Hauptgebäude der Hohwaldklinik (2021)

### Bergbau
Der Bergbau hat in der Geschichte des Hohwaldes bereits frühzeitig eine Rolle gespielt. Nach einem Starkregenfall wurden 2021 Holzstücke freigespült, welche Reste einer Goldseife waren. Diese wurden durch Mitarbeiter des Landesamts für Archäologie Sachsen auf die Zeit von 1179 sowie 1196 datiert. Es handelt sich um die bis dato älteste datierte Goldseife in Sachsen.
Das 1333 urkundlich genannte „goltwerke zuo der Nuwenstad“ (Neustadt) ist wahrscheinlich am westlichen Ausläufer des Hohwaldes zu lokalisieren. 1472 wurden dem Schneeberger Berghauptmann Heinrich von Starschedel und seinen Gewerken „etzliche nuwe bergwerck (…) bynnen einer halben meylen wegis umb das Nuwestetlin gelegin“ verliehen. Besonders die Umgebung des Valtenberges stand immer wieder im Interesse der Bergbauversuche. 1573 wurde hier die Grube Gottes Gabe als Fundgrube mit Erbstollen erwähnt. 1668 fand die Zeche Neue Segen Gottes „…aufn Hohenwaldt untern Falckenberg…“ (Valtenberg) Erwähnung. Die Grube befand sich am Westabfall des Valtenberges unweit des Rückenberges (478 Meter). 1748 wurde am Goldberg westlich von Steinigtwolmsdorf die „Goldgrube, Erbstollen am Hohen Walde bey Steinigtswolmsdorf“ gemutet, aus deren Erzen 1755 17 Pfund Garkupfer und 1/4 Lot gewonnen wurden. 1752 wurde im Bereich der Wesenitzquelle der Valentin Erbstolln „am Falckenberge, im Hohwalde bey Steinigtwolmsdorf, ohnweit Neustadt bey Stolpen“ gemutet, der einen Quarzgang erschloss. Der Stollen konnte wegen des starken Wasserzuflusses und des ausbrechenden Siebenjährigen Krieges jedoch nur 30 Lachter (etwa 60 Meter) weit aufgefahren werden. 1756 wurden die Bergbaubemühungen deshalb hier wieder eingestellt. Das verrollte Stollenmundloch markiert heute die Wesenitzquelle. Letzte erfolglose Bergbauversuche fanden 1787/88 und 1846 statt.
Heute erinnern noch einige Flurnamen daran, dass es in diesem Gebiet immer wieder Versuche zum Goldbergbau gab. So der Goldgrund bei Langburkersdorf oder die Goldbergwiesen bei Steinigtwolmsdorf. Dort findet man auf alten Halden und in Schächten heute noch Quarzkristalle. Das Begleitmineral trügt hier jedoch, Gold wurde und wird hier nur in Form kleiner Flitter (0,1 bis 5 mm) gefunden.
Die Gesteine des Hohwaldes wurden in der Vergangenheit in mehreren Steinbrüchen als Dekorationssteine und Baustoffe gewonnen. Südlich des Valtenberges befanden sich die beiden Granodiorittagebaue „Valtengrund“ und „Schneeflocke“ (auch als Bruch „Waldabteilung 15“ bezeichnet) sowie der Lamprophyr- und Granodiorittagebau „Grenzland“. Der Tagebau „Grenzland“ deckte zu DDR-Zeiten die Hälfte der Lamprophyrförderung des Landes. Alle drei Steinbrüche sind mittlerweile aufgelassen und teilweise geflutet. Am Nordwestrand des Hohwaldes befindet sich nahe Oberottendorf ein aktiver Tagebau, in dem Splitte als Zuschlagstoffe für Beton- und Asphaltwerke, Gleisschotter und Großbruchsteine gewonnen werden.

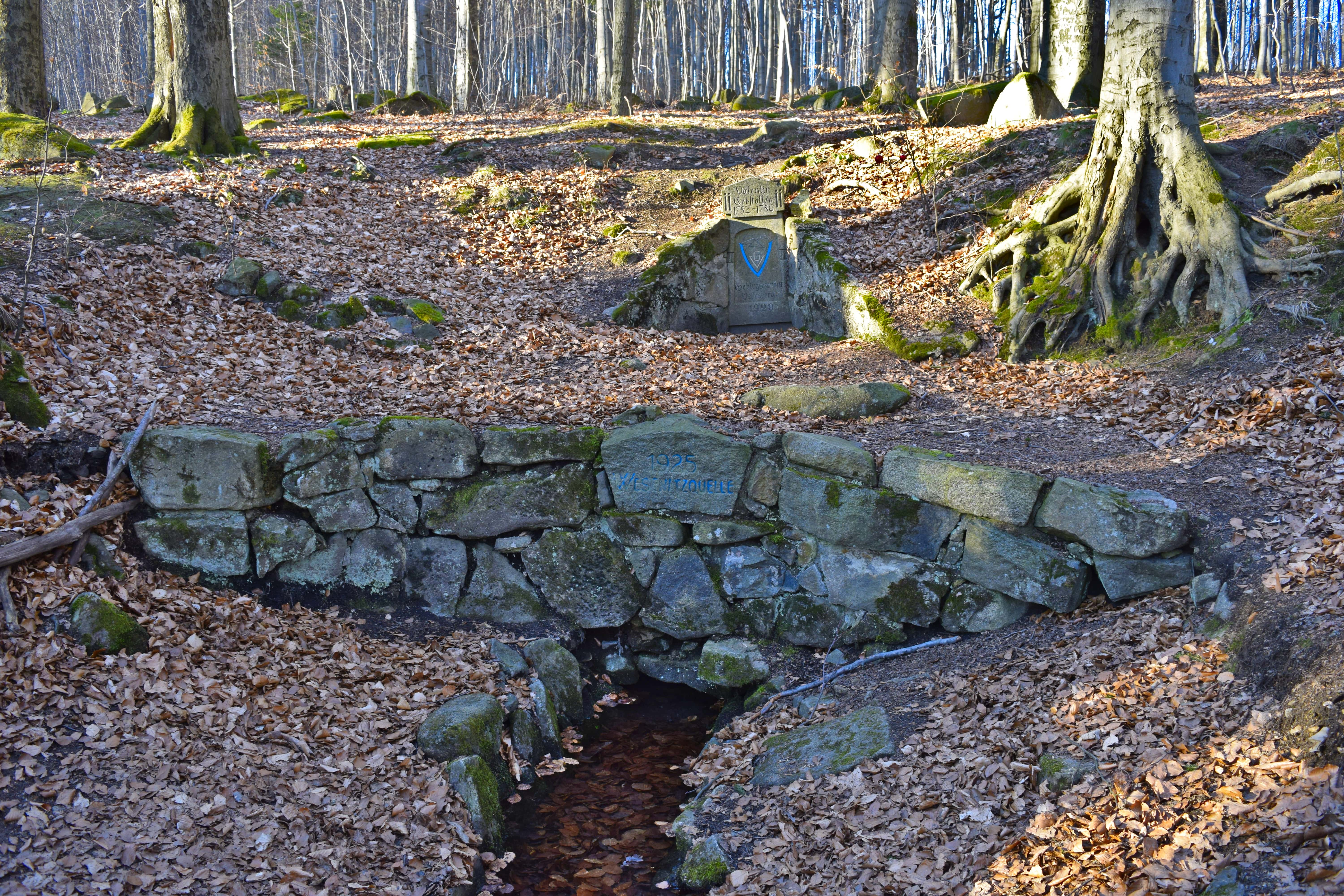
Wesenitzquelle und ehemaliger Valentin Erbstollen am Südhang des Valtenberges
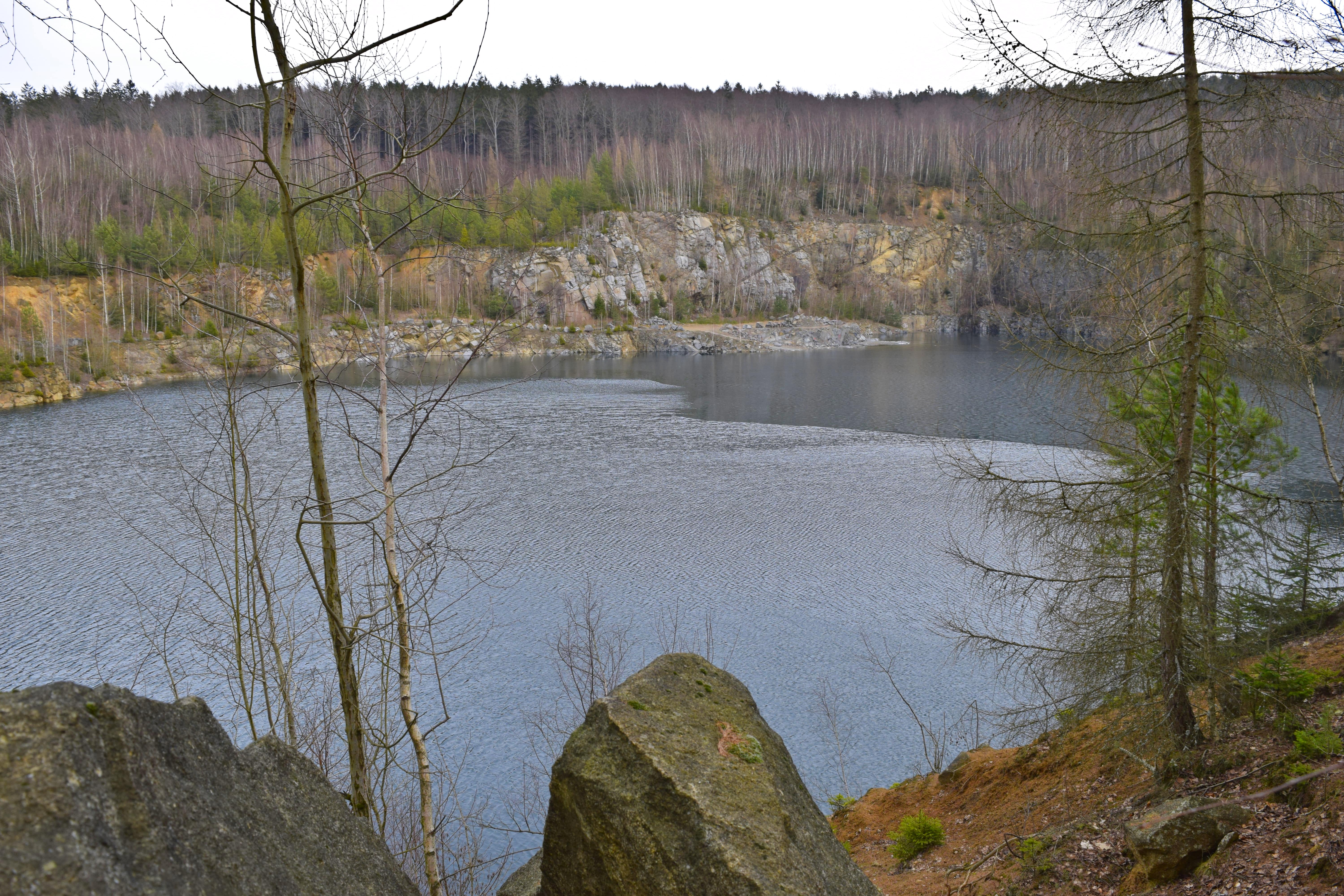
Gefluteter, ehemaliger Granodiorittagebau „Valtengrund“
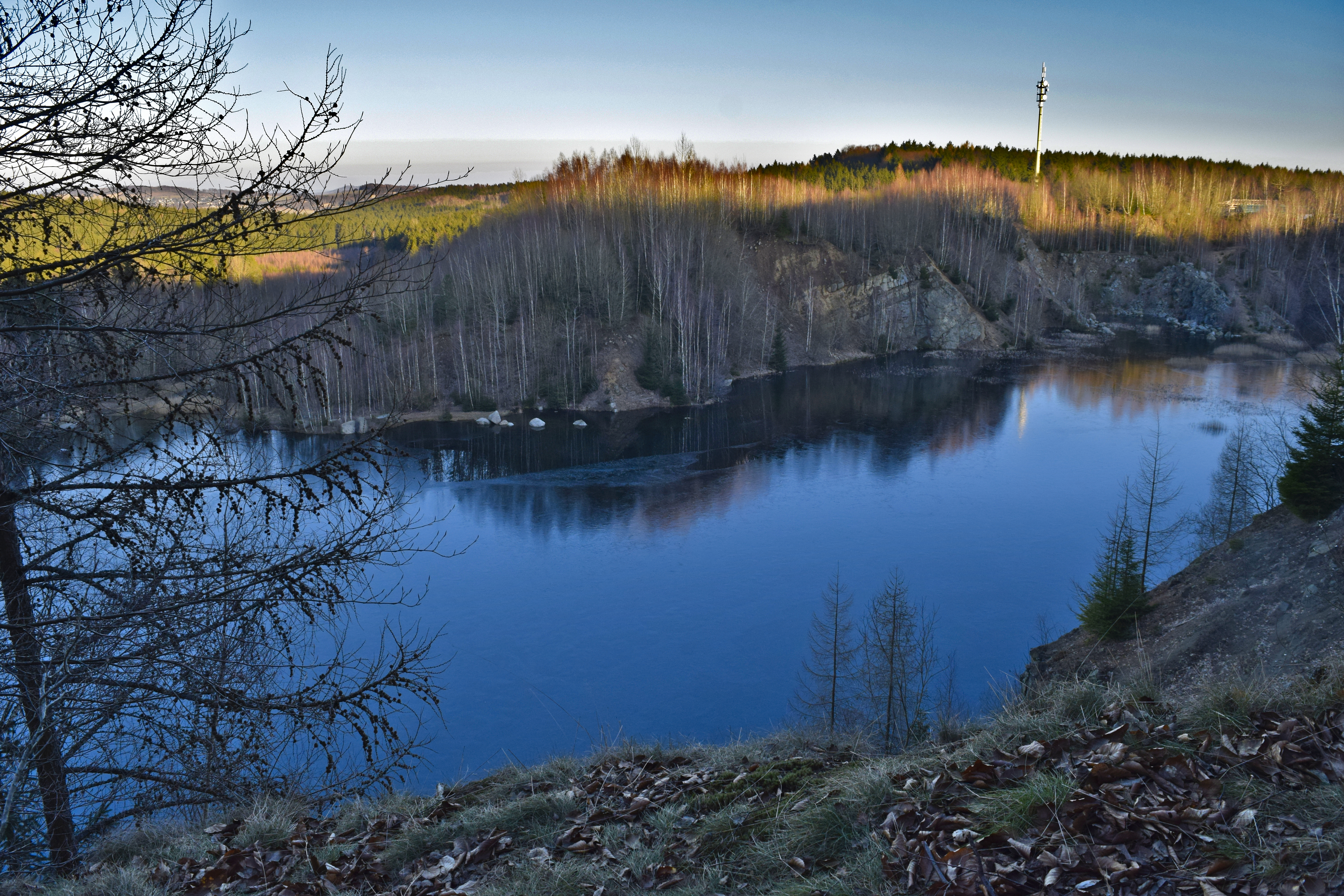
Gefluteter Lamprophyr- und Granodiorittagebau (Dolerit) „Grenzland“
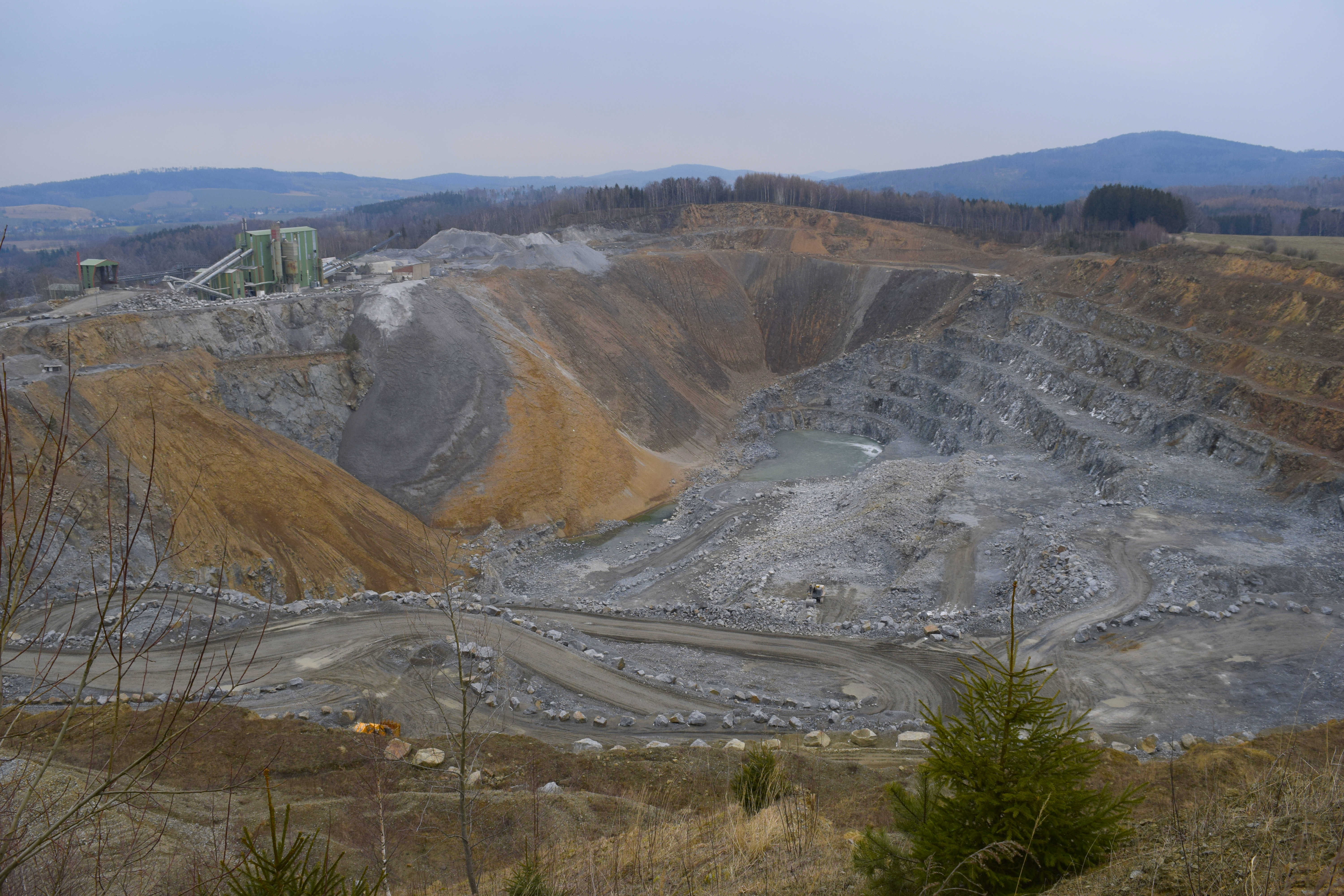
Aktiver Oberottendorfer Steinbruch mit Zweiglimmergranodiorit und Mikrogabbro (Lamprophyr) Vorkommen
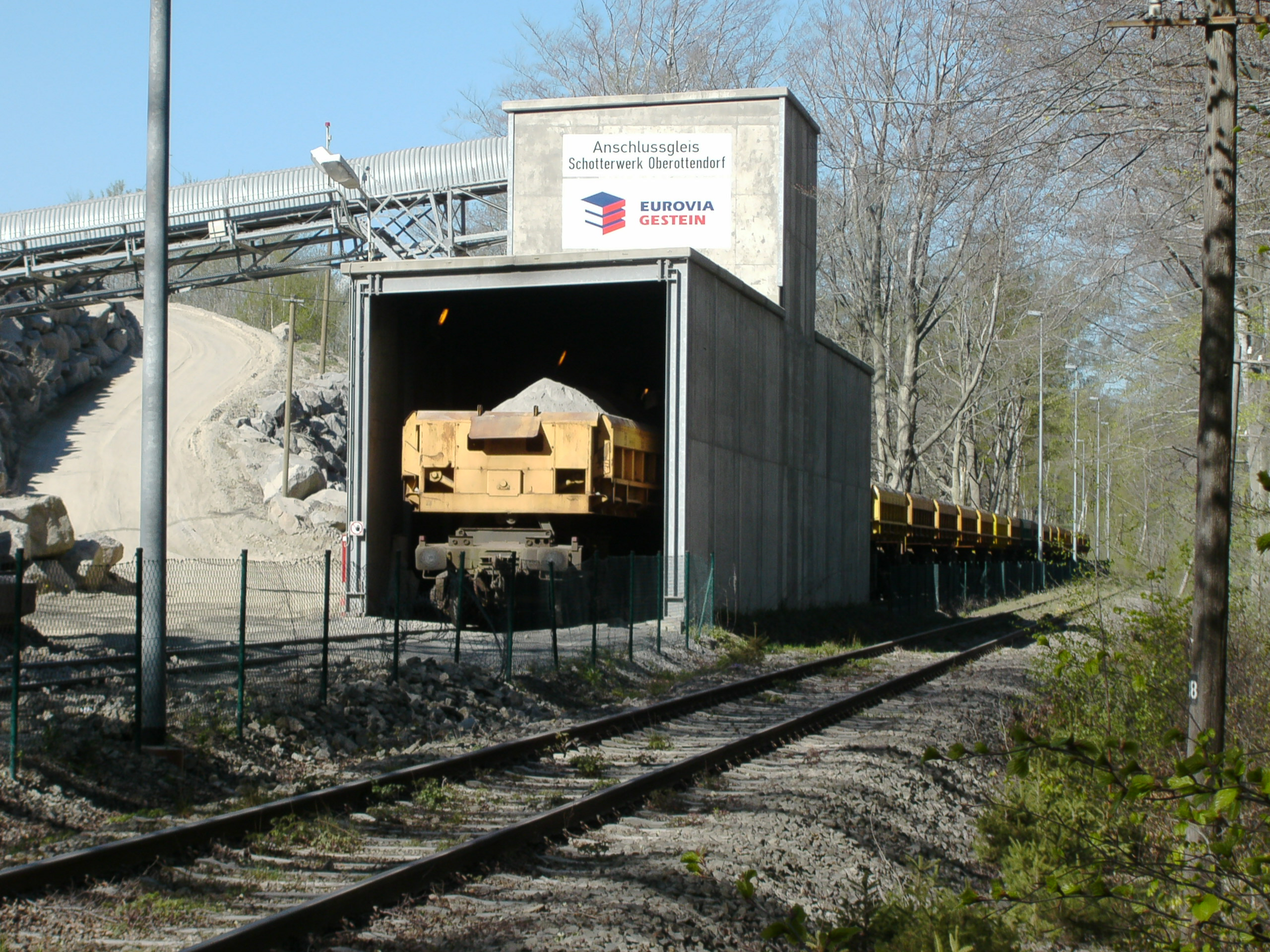
Beladung eines Güterzuges am Steinbruch „Oberottendorf“

#### Ausblick / Zukünftiges
Im Jahr 2023 wurde vom australischen Bergbauunternehmen „Tri-Star E& P Pty Ltd“ mit Hauptsitz in Brisbane, Australien „...Antrag auf Erteilung einer bergrechtlichen Erlaubnis gestellt...“. Neben dem Raum Sohland an der Spree und östlich von Hohnstein (Sächsische Schweiz) ist für das Unternehmen auch der Hohwald interessant, um nach Bodenschätzen – maßgeblich nach Lithium – zu suchen. Der Antrag wurde im Herbst 2023 vom Sächsischen Obergeramt in Freiberg genehmigt.

## Tourismus
Die touristische Erschließung des Hohwaldes begann in der ersten Hälfte des 19. Jahrhunderts mit dem Ausbau der Hohwaldstraße von Neustadt nach Steinigtwolmsdorf. 1857 wurde auf dem höchsten Punkt des Waldes, dem Valtenberg, ein steinerner Aussichtsturm und bald darauf auch eine Gastwirtschaft errichtet.
Heute wird der Hohwald von mehreren Wander- und Radrouten durchzogen. Zu diesen Wegen gehört auch der Wanderweg der Deutschen Einheit, der Oberlausitzer Bergweg und der Radfernweg „Sächsische Mittelgebirge“. Im Winter bestehen darüber hinaus mehrere Skirouten und Winterwanderwege.

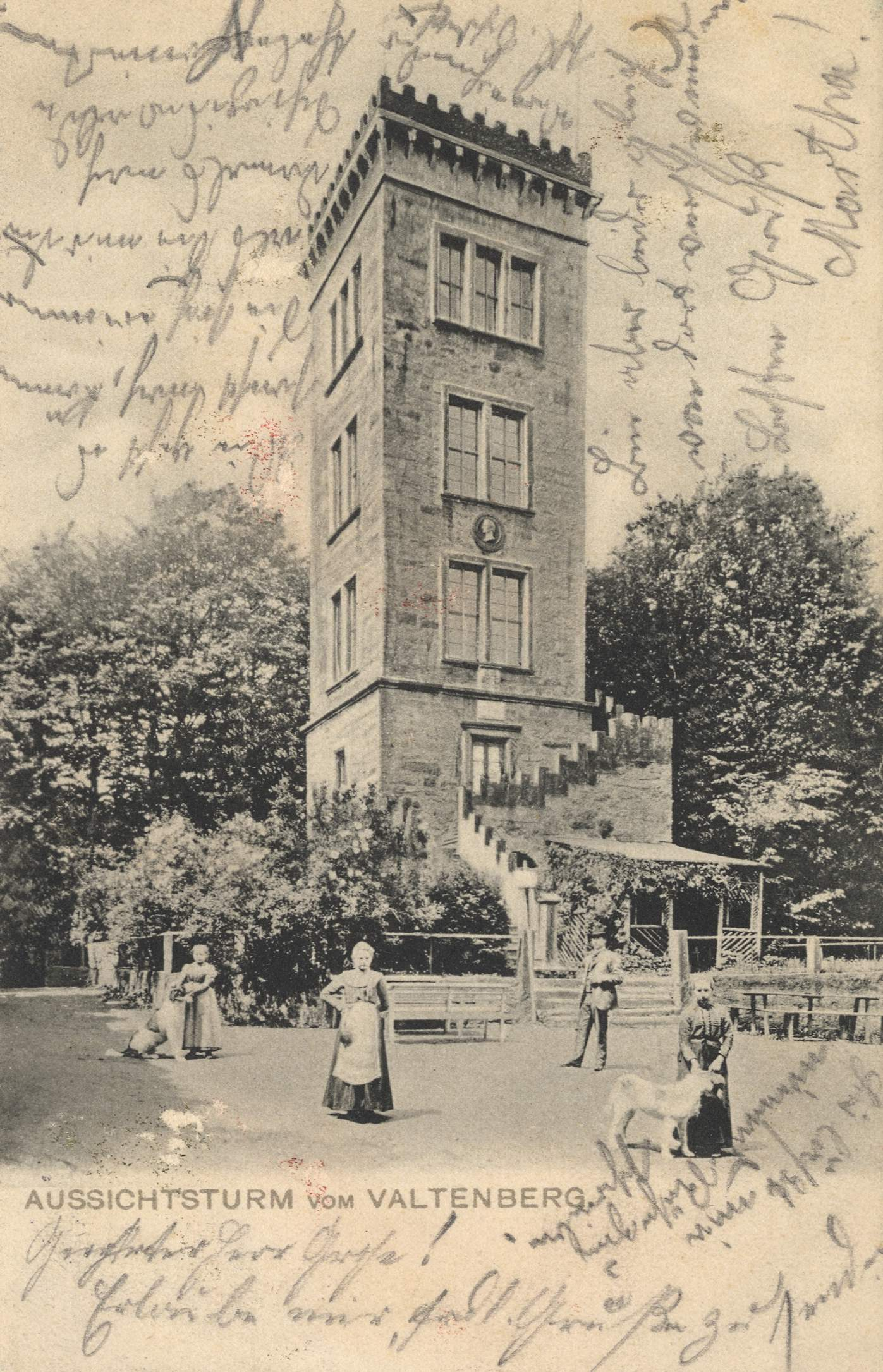
Historische Ansicht des Valtenbergturmes (um 1906)
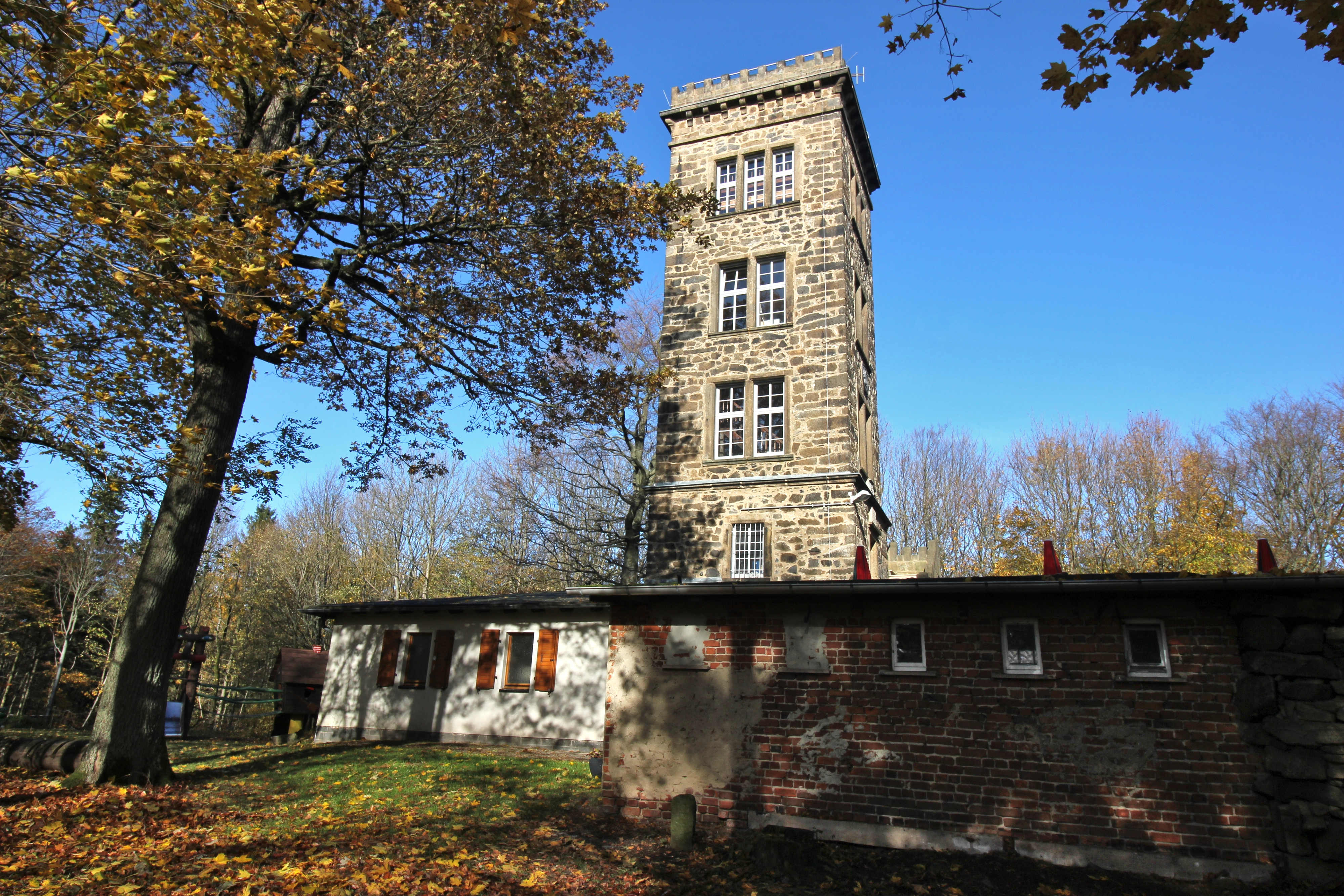
Valtenbergturm und Bergbaude (2021)